# Xe tăng T-46
T-46 là xe tăng hạng nhẹ được Liên Xô nhanh chóng phát triển vào năm 1935, như một sự cải tiến T-26 trước đó. Thiết kế này sau đó đã bị chính phủ loại bỏ, sau khi các nguyên mẫu được chế tạo và thử nghiệm. Dự án đã trở nên quá đắt đỏ và một thiết kế tệ hại. Lớp giáp mỏng, thân xe cồng kềnh và khẩu pháo chính nhỏ khiến tổ lái gặp nhiều nguy hiểm, do đó chiếc xe tăng này không thích hợp để sử dụng trong chiến đấu.

## Lịch sử
T-46 của Liên Xô, bắt đầu được chế tạo như một phiên bản cải tiến của xe tăng T-26.  Xe tăng T-46 phục vụ mục đích tương tự như T-26 nhưng thực sự có nhiều khác biệt. Đây là một loại xe tăng nhanh và bọc thép nhẹ. Xe có thể đạt tốc độ lên đến 50 km/h một cách tương đối dễ dàng. Hệ thống treo của T-26 bao gồm tám bánh xe đường nhỏ, chia theo từng cặp treo trên giá định hướng nhỏ. Các giá chuyển hướng được nâng đỡ thành từng cặp bằng các tấm lò xo. Đây là một hệ thống kém hiệu quả hơn nhiều so với hệ thống treo Christie, hệ thống có nhiều tiến bộ nhưng đắt hơn để bảo trì và sản xuất. Đây là lý do tại sao phòng thiết kế OKMO tại nhà máy Zavod số 185 được Chính phủ Liên Xô đặt hàng sản xuất một phiên bản cải tiến dành cho xe tăng hạng nhẹ T-26. Tuy nhiên, thiết kế của T-46 tỏ ra quá đắt so với mục đích sản xuất hàng loạt. Lớp giáp mỏng, pháo chính nhỏ và thiết kế cồng kềnh, to lớn của xe tăng đã khiến chính phủ Liên Xô hủy bỏ dự án, thay vào đó là chế tạo xe tăng T-26S và sau này là T-46S, những chiếc xe tăng cải tiến có khả năng sản xuất hàng loạt.
Tuy nhiên, một số di sản để lại là T-46S (phiên bản cải tiến sau này của T-46) đã tồn tại để tham chiến ở Phần Lan.